# Irena Dousková
Irena Dousková (* 18. srpna 1964 Příbram) je česká spisovatelka, především prozaička.

## Život
Narodila se v roce 1964 v Příbrami. Pochází z divadelní rodiny, matka a otčím byli herci v příbramském divadle. Původní jméno Irena Freistadtová si v 70. letech změnila, jednalo se o otcovo příjmení, a přijala matčino dívčí jméno. Otec Peter Freistadt působil jako divadelní režisér, roku 1964 emigroval do Izraele. V roce 1976 se autorčina rodina přestěhovala do Prahy. Vystudovala gymnázium, v letech 1983–1985 pracovala jako knihovnice a sekretářka, poté byla přijata na Právnickou fakultu Univerzity Karlovy, kterou roku 1989 úspěšně absolvovala a získala titul Mgr. Vykonávání právnické praxe se však nevěnuje. Po ukončení vysokoškolského studia pracovala jako dramaturgyně v kulturním středisku v Praze. Později působila převážně jako novinářka (např.: týdeník Svobodný hlas, Mladá fronta, časopis České stomatologické komory, časopis Židovské liberální unie Hatikva, měsíčník Maskil). V současnosti působí jako spisovatelka z povolání.

## Tvorba
Do českého literárního kontextu Irena Dousková vstoupila nejprve jako básnířka, a to roku 1988. Vystupovala jako členka literárně-dramatického spolku LiDi, který prezentoval své básnické texty v pražské Viole. Roku 1988 vznikl příležitostně rozšiřovaný Almanach Spolku LiDi a v roce 1991 básnická sbírka, jež měla recesní název Kadění a byla vytištěna v nákladu 200 kusů na role toaletního papíru. Časopisecky autorka publikovala např. v Literárních novinách, Mladé frontě, Hostu, Tvaru aj.
O několik let později se autorka začala věnovat převážně tvorbě prozaické. Od počátku jejímu vypravěčskému charakteru nejvíce vyhovovaly především žánry střední epiky.

### Charakteristika tvorby
Mezi hlavní charakteristické rysy autorčiny tvorby, a to jak básnické, tak i převažující tvorby prozaické, patří úsporné vyjádření se smyslem pro situační zkratku, ironii a pointu. Řada příběhů se vyznačuje autobiografickým východiskem a osobními zkušenostmi. V mnoha dílech se projevuje i bytostný zájem o judaismus.
Čtenářsky nejoblíbenějším a ze strany literární kritiky nejúspěšnějším textem se stala autorčina druhá próza, román Hrdý Budžes. Podle tohoto románu vzniklo stejnojmenné divadelní představení s Bárou Hrzánovou v hlavní roli (Divadlo Antonína Dvořáka Příbram).
Na počátku devadesátých let vydala sbírku básní  Pražský zázrak. Její prozaickou prvotinou je román v dopisech Goldstein píše dceři, po něm následoval Hrdý Budžes. Její třetí kniha nese název Někdo s nožem. Nadále se věnuje žánru povídky: sbírky povídek Doktor Kott a Čím se liší tato noc. Na knihu Hrdý Budžes autorka navazuje prózou Oněgin byl Rusák, kterou spolu s režisérem Janem Bornou zdramatizovala pro pražské Divadlo v Dlouhé. V roce 2009 vychází sbírka Bez Karkulky, po prozaické tvorbě se autorka tímto dílem vrátila k básním. V této sbírce vystupuje jako básnířka úzkosti, ale i naděje. Roku 2011 vychází kniha s názvem Darda. Tento tragikomický příběh představuje závěrečnou část autorčiny volné trilogie – Hrdý Budžes, Oněgin byl Rusák, Darda. Darda byla uvedena v Divadle Na Jezerce v roce 2012. V hlavní roli Heleny Součkové se opět představila Bára Hrzánová. Medvědí tanec je prozatím posledním prozaickým dílem, jež vyšlo v roce 2014. Román přináší pozoruhodný syžet: poslední měsíce nemocného Jaroslava Haška na Lipnici.

#### Poezie
- 1992 – Pražský zázrak
- 2009 – Bez Karkulky
- 2016 – Na půl ve vzduchu

#### Próza
- 1997 – Goldstein píše dceři
- 1998 – Hrdý Budžes
- 2000 – Někdo s nožem
- 2002 – Doktor Kott přemítá
- 2004 – Čím se liší tato noc
- 2006 – Oněgin byl Rusák
- 2008 – O bílých slonech
- 2011 – Darda
- 2014 – Medvědí tanec
- 2018 - Rakvičky
- 2021 - Konec dobrý

#### Příspěvky ve sbornících
- 2004 – Možná mi porozumíš
- 2007 – Povídky o ženách
- 2008 – Šťastné a veselé 2
- 2009 – Ženy vidí za roh
- 2010 – Nauč mě milovat
- 2020 – Krvavý Bronx – povídka S dětmi je kříž

#### Scenáristika
- 2011 – Micimutr
- 2012 – O pokladech

Překlady
Různé autorčiny knihy byly dosud přeloženy do 17 jazyků (např. němčina, angličtina, polština, maďarština, ukrajinština, italština, španělština, …).

## Ukázka z díla
- Hrdý Budžes

Jak jsem nedostala slepák
Lampiónovej průvod se pěkně vydařil. Koupila jsem si krásnej růžovej lampión s modrejma kytičkama, ale shořel mi hned odpoledne, když jsem si ho chtěla vyzkoušet. Musela jsem si jít pro novej a ten už tak hezkej nebyl, už měli jenom žlutý a zelený. Ale hlavně, že mě Pepa s Kačenkou pustili. Málem mě nepustili, protože nechtěli, abych šla sama, a se mnou jít taky nechtěli. Lampiónovej průvod se dělá kvůli Velký říjnový socialistický revoluci a tu voni neslavěj. Nakonec Kačenka přemluvila Pepu, aby šel jako v povzdálí za tím průvodem, tam, co už je tma, a vyzvednul si mě, až to skončí.
Šli jsme od sochy Vladimíra Iljiče Lenina až k soše Klementa Gottwalda, přes celej Ničín. Pořád jsem se ohlížela, jestli nezahlídnu Pepu. Neviděla jsem ho, ale hned jak byl konec, najednou se odněkud vynořil, úplná bojovka.

## Překlady
Povídku Ireny Douskové Zdroj čisté radosti přeložil do jihoindické kannadštiny přírodovědec žijící v Brně Nagavalli Subbanna Kiran. Povídka vyšla v internetovém časopise Ruthumana.